# Erik Sparre Andersen
Erik Albrecht Sparre Andersen (29. december 1919 i København – 8. marts 2003) var en  dansk matematiker og professor ved Københavns Universitet.
Erik Sparre Andersen blev student fra Odense Katedralskole i 1938, og påbegyndte herefter matematisk-naturvidenskabelige studier ved Københavns Universitet. Her blev han mag.scient. og cand.mag. i 1943. I 1955 erhvervede han doktorgraden (dr. phil.) med  disputatsen Fluktuationer af Summer af Stokastiske Variable.
Sparre Andersen arbejdede fra 1950 i flere år som aktuar i forsikringsverdenen, og var i 1956-57 direktør i Livs- og Genforsikringsselskabet Dana A/S. I 1957 blev han udnævnt til professor i matematik ved Aarhus Universitet. Herfra blev han i 1966 kaldet til et professorat i matematik ved Københavns Universitet. Her virkede han som professor frem til pensionering i 1987.
Sparre Andersen var formand for Dansk Matematisk Forening i perioden 1966-1970.  Han blev indvalgt som medlem af  Akademiet for de Tekniske Videnskaber i 1961 og af Det Kongelige Danske Videnskabernes Selskab i 1962.
Erik Sparre Andersen blev udnævnt til Fellow of the Institute of Mathematical Statistics i 1988 som en anerkendelse af hans arbejde i matematisk statistik.